# Ataque a la presa de Uñas
El ataque a la presa de Uñas fue una acción armada realizada el 21 de octubre de 1958 por fuerzas rebeldes del Movimiento 26 de Julio, bajo el mando del capitán Eddy Suñol, durante la lucha contra la dictadura de Fulgencio Batista. La operación se desarrolló en los llanos de Holguín y tuvo como objetivo eliminar la guarnición militar que custodiaba la presa, conocida también como el acueducto de Holguín. Esta acción representó la primera victoria de las fuerzas dirigidas por Suñol en la región, y constituyó un paso importante para consolidar el control rebelde en el oriente cubano.

## Historia

### Planeación
Desde el campamento de Cruces de Purnio, Eddy Suñol entró en contacto con el comandante Serrano para organizar el plan de ataque contra la presa de Holguín. El plan se fijó para el 21 de octubre de 1958, y tenía como propósito inicial ejecutar la primera acción contra el enemigo en esa zona, consistente en la eliminación de la pequeña guarnición militar que custodiaba la presa.
Entre las fuerzas involucradas se encontraba el pelotón femenino de Las Marianas, una agrupación integrada por mujeres combatientes que había sido creada poco antes, y que en esta ocasión tuvo una participación activa en la operación.

### Desarrollo del combate
La estrategia contemplaba un doble movimiento. Mientras el capitán Suñol, acompañado de unos veinte hombres, avanzaba directamente sobre la presa, el capitán Raúl Castro Mercader se ubicaba en Aguas Claras al frente de dos escuadras, con la misión de interceptar un ómnibus militar que cada mañana recogía a varios soldados.
El avance inicial de los rebeldes fue exitoso. Suñol, con sus hombres, logró sorprender al enemigo y capturar a siete soldados, tomándolos prisioneros junto con sus armas. Posteriormente, los guerrilleros registraron la casa donde se encontraban los guardias. Sin embargo, la situación cambió de manera repentina: por el lado opuesto de la presa aparecieron un jeep y dos camiones cargados de tropas de refuerzo. Los combatientes rebeldes que debían vigilar ese camino no habían podido llegar a tiempo a sus posiciones, lo que permitió el acceso de las fuerzas enemigas.
En ese momento, la situación de los guerrilleros se tornó crítica. Se encontraron frente a un enemigo superior en número y en armamento, que además ocupaba una posición ventajosa desde una elevación, dominando al destacamento rebelde. Para los combatientes de Suñol no había posibilidad de retirada.
Ante esta circunstancia, Eddy Suñol tomó una decisión arriesgada: dio la orden de avanzar directamente contra el enemigo. Cuando los guardias llegaron a la presa, fueron recibidos con fuego por parte de los rebeldes, cayendo muertos tres de ellos. El jefe enemigo, convencido de que tenía la victoria asegurada por su ventaja estratégica, ordenó a sus hombres ocupar posiciones firmes. Sin embargo, el inesperado avance de los rebeldes, que lo hicieron prácticamente descubiertos y dispersos, cambió el curso del enfrentamiento. La sorpresa inicial se convirtió en pánico entre las tropas de la dictadura, que iniciaron una retirada desorganizada.

### Resultados inmediatos
En el combate resultaron heridos los guerrilleros Alcides Aguilera Ochoa y Hugo Ochoa Pedraye. A pesar de las dificultades, los rebeldes consiguieron ocupar doce armas largas y recuperar municiones del enemigo.
Finalizada la acción, Eddy Suñol dispuso la retirada hacia Guabasiabo, donde los combatientes se establecieron en el fondo de la finca de Ángel Luis Pérez, utilizada como punto de resguardo temporal.

### Informe posterior y relevancia
El 23 de octubre de 1958, apenas dos días después de la acción, Eddy Suñol envió una carta al Comandante en Jefe Fidel Castro, en la que informaba sobre los resultados del combate. En esa comunicación, Suñol destacó la eficacia del pelotón femenino de Las Marianas y reconoció la importancia que había tenido su incorporación en el enfrentamiento.
El ataque a la presa de Uñas, también conocido como el combate de la presa del acueducto, fue así la primera victoria significativa de las fuerzas de Eddy Suñol en los llanos holguineros, lo que incrementó la moral de los combatientes y reforzó la presencia rebelde en la región oriental de Cuba.